# Alì (Sizilien)
Alì ist eine Gemeinde der Metropolitanstadt Messina in der Region Sizilien in Italien mit 632 Einwohnern (Stand 31. Dezember 2023).

## Lage und Daten
Alì liegt 33 Kilometer südwestlich von Messina. Die Einwohner arbeiten hauptsächlich in der Landwirtschaft.
Die Nachbargemeinden sind Alì Terme, Fiumedinisi und Itala.

## Geschichte
Der Ort wurde in arabischer Zeit gegründet. Das genaue Gründungsjahr ist unbekannt. Bis 1960 hieß der Ort Alì Superiore.

## Sehenswürdigkeiten
Sehenswert ist die Pfarrkirche, geweiht der heiligen Agathe, erbaut 1582. Das Innere besteht aus drei Schiffen, getrennt durch massive Steinsäulen. Sehenswert sind der geschnitzte Chor, und der Altar aus Marmor. Beides stammt aus dem 18. Jahrhundert. Weiter befindet sich eine Statue des heiligen Sebastian in der Kirche.